# ASFA-Yennenga Ouagadougou

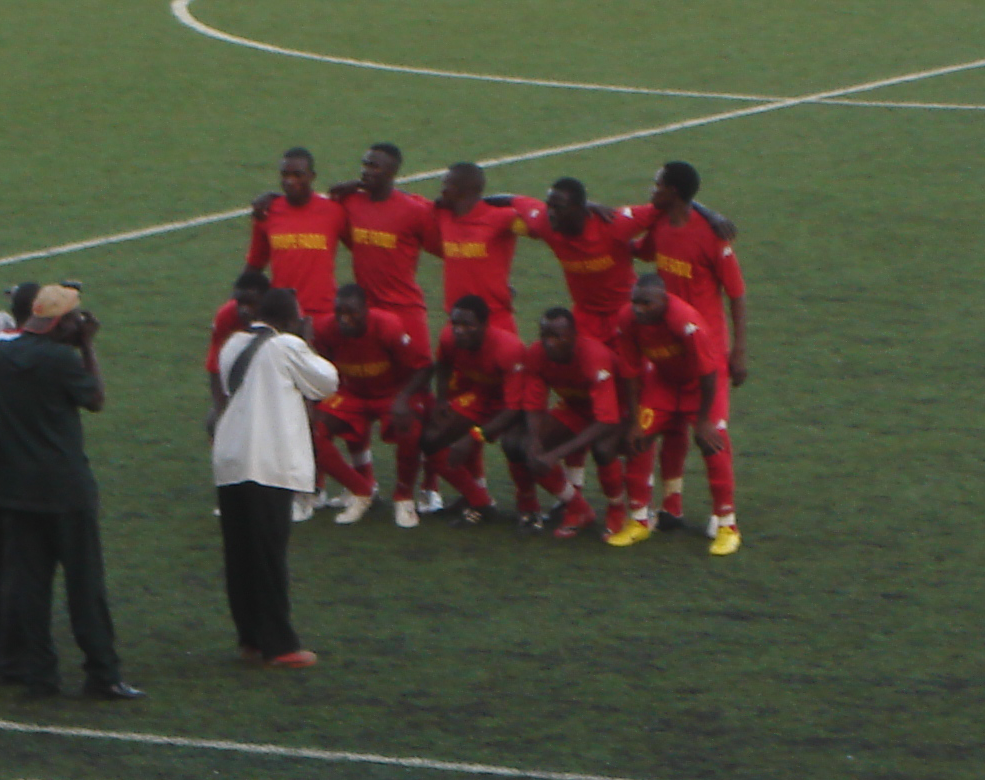
Mannschaft vor dem Spiel gegen Étoile Filante Ouagadougou (2007/08)

ASFA-Yennenga Ouagadougou (Association sportive du Faso-Yennenga de Ouagadougou) ist ein Sportverein in Ouagadougou (Burkina Faso).
Vereinsfarben von ASFA-Y sind Grün, Gelb und Rot. Der Wahlspruch lautet „unité, discipline, victoire“  (franz. „Einheit, Disziplin, Sieg“).

## Geschichte

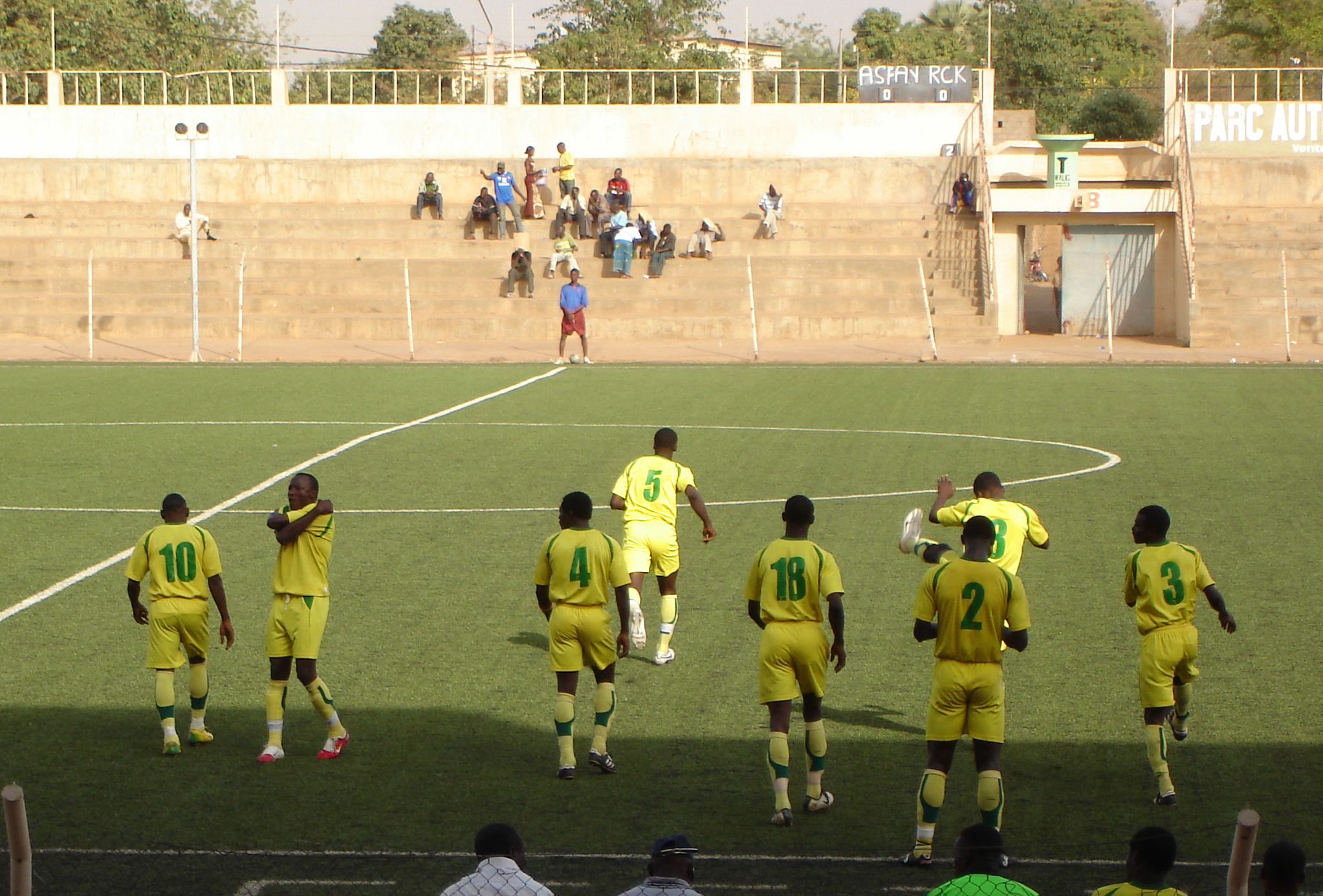
Spieler von ASFA-Yennenga beim Warmlaufen vor einem Meisterschaftsspiel (2007/08)

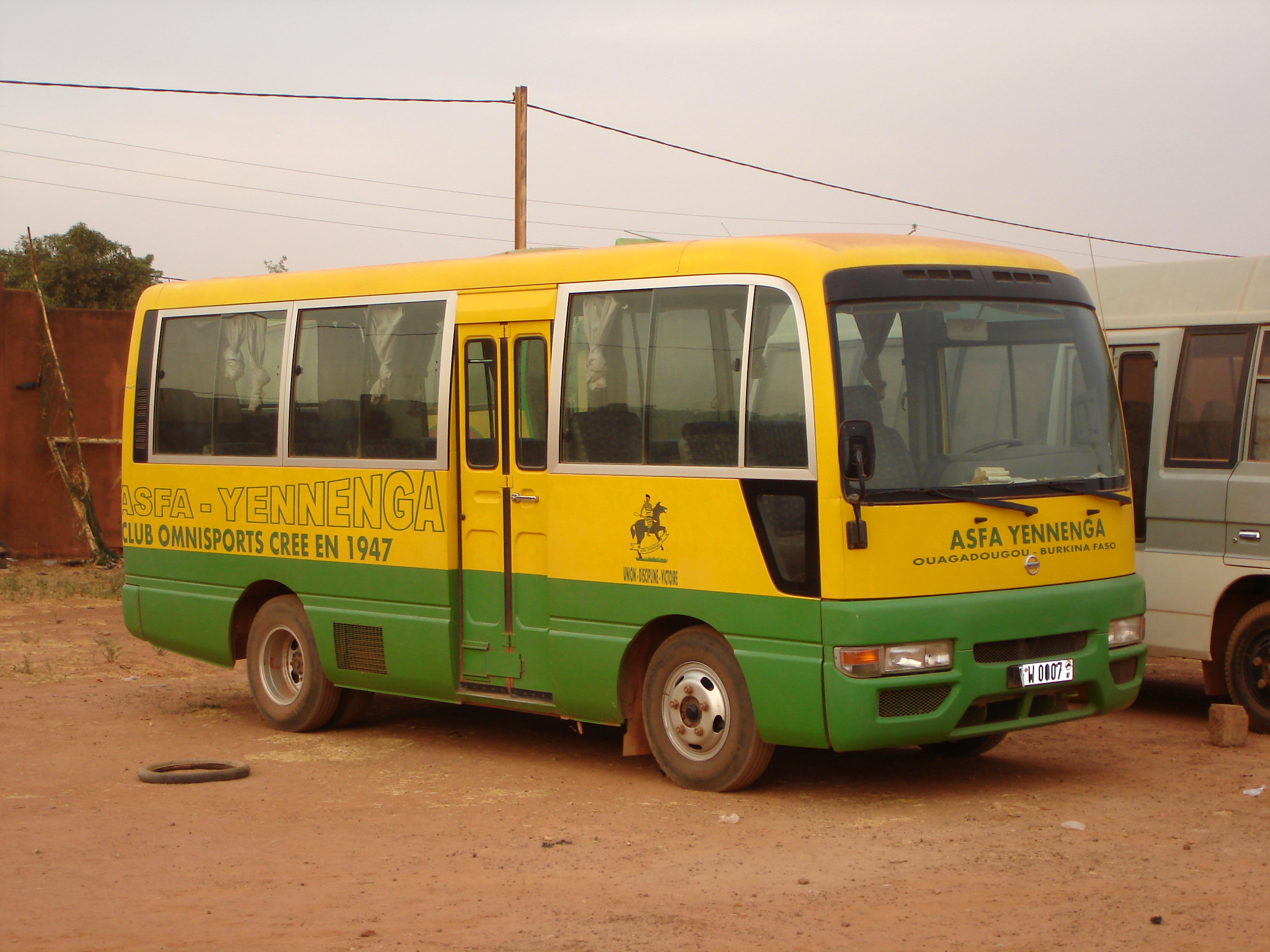
Mannschaftsbus auf dem Trainingsgelände

Gegründet wurde der Verein unter dem Namen Charles Lwanga im Jahre 1947 vom katholischen Geistlichen Ambroise Ouédraogo, in einer Phase, die von zahlreichen Vereinsgründungen in der im gleichen Jahr wiederhergestellten französischen Kolonie Obervolta geprägt war. Der Name des Vereins wurde in Erinnerung an den ugandischen Märtyrer Karl Lwanga gewählt. Nach Modèle Sport war Charles Lwanga der zweite offiziell registrierte Verein Ouagadougous und musste daher zur Austragung von Spielen nach Bobo-Dioulasso reisen, der wirtschaftlich bedeutenden Stadt im Westen Obervoltas, in der die Geschichte des Fußballs im heutigen Burkina Faso Mitte der 1930er-Jahre ihren Anfang nahm. 1958 fusionierte der Klub mit dem von Raoul Gabriel Traoré gegründeten Racing Club zu Jeanne d'Arc (JAO). Beim ersten Spiel einer obervoltaischen Auswahl im April 1960 gegen Madagaskar standen mit Fousséni Traoré, Ahmadou Bamba, Emmanuel Ouédraogo und Zingoudi Kaboré vier Spieler von JAO im Kader. Auf Vorschlag des damaligen Präsidenten Titinga Pacere benannte sich der Verein in Yennenga Club um, nach der legendären Mossi-Prinzessin Yennenga, und erhielt 1988 seinen heutigen Namen.
Von 2002 bis 2004 gewann ASFA-Yennenga dreimal hintereinander die nationale Meisterschaft, in den Jahren 2009 bis 2012 dann sogar viermal in Folge. Der größte internationale Erfolg gelang 1991 mit dem Erreichen des Viertelfinales im Afrikapokal der Pokalsieger. 2004 scheiterte ASFA-Y erst im Elfmeterschießen beim Zweitrundenduell der CAF Champions League gegen Ajax Kapstadt. Bei allen elf weiteren Teilnahmen bei Kontinentalwettbewerben scheiterte der Verein spätestens in der ersten Hauptrunde.
Ehemalige Präsidenten: Siaka Diakité, Noufou Ouédraogo, Titinga Pacere

## Erfolge
Obervoltaische/Burkinische Meisterschaft: 1973, 1989, 1995, 1999, 2002, 2003, 2004, 2006, 2009, 2010, 2011, 2012
Obervoltaischer/Burkinischer Pokal: 1991

## Ehemalige Trainer
- Guglielmo Arena
- Dan Anghelescu

## ASFA in den CAF Wettbewerben
| Wettbewerb                    | Runde         | Gegner                 | Hinspiel | Rückspiel          |  |
| ----------------------------- | ------------- | ---------------------- | -------- | ------------------ |  |
|                               |               |                        |          |                    |  |
| CAF Champions Cup 1972        | 1. Runde      | Djoliba AC             | 1:3 (H)  | 0:1 (A)            |  |
| CAF Champions Cup 1985        | Qualifikation | Ports Authority Banjul | n. a.    | n. a.              |  |
| CAF Champions Cup 1990        | Qualifikation | ASKO Kara              | 0:1 (A)  | 0:2 (H)            |  |
| African Cup Winners’ Cup 1991 | 1. Runde      | Asante Kotoko          | 1:0 (H)  | 0:1 (A) / Pen: 3:2 |  |
|                               | 2. Runde      | AS Marsa               | 3:1 (H)  | 0:1 (A)            |  |
|                               | Viertelfinale | Power Dynamos Kitwe    | 1:1 (H)  | 0:0 (A)            |  |
| African Cup Winners’ Cup 1992 | 1. Runde      | USM Nzambi Libreville  | 0:2 (A)  | 0:0 (H)            |  |
| CAF Cup 1993                  | 1. Runde      | Zumunta AC             | 1:1 (A)  | 0:2 (H)            |  |
| CAF Champions Cup 1996        | 1. Runde      | Goldfields Obuasi      | 1:4 (H)  | 1:1 (A)            |  |
| CAF Cup 1998                  | 1. Runde      | Jasper United          | 2:2 (H)  | 0:0 (A)            |  |
| CAF Cup 2002                  | 1. Runde      | ASEC Ndiambour         | 1:1 (H)  | 0:0 (A)            |  |
| CAF Champions League 2003     | 1. Runde      | ASC Jeanne d’Arc       | 0:2 (A)  | 1:1 (H)            |  |
| CAF Champions League 2005     | Qualifikation | TP Mazembe             | 0:2 (A)  | 2:0 (H) / Pen: 5:4 |  |
|                               | 1. Runde      | Ajax Cape Town         | 1:0 (H)  | 0:1 (A) / Pen: 3:5 |  |
| CAF Champions League 2007     | Qualifikation | Nasarawa United        | 1:1 (H)  | 0:2 (A)            |  |
| CAF Champions League 2010     | Qualifikation | AS Stade Mandji        | 2:0 (A)  | 4:1 (H)            |  |
|                               | 1. Runde      | Espérance Tunis        | 1:4 (A)  | 1:3 (H)            |  |
| CAF Champions League 2011     | Qualifikation | Fello Star             | 1:1 (A)  | 3:0 (H)            |  |
|                               | 1. Runde      | ES Sétif               | 0:2 (A)  | 3:4 (H)            |  |
| CAF Champions League 2012     | Qualifikation | ASO Chlef              | 0:0 (H)  | 1:4 (A)            |  |
| CAF Champions League 2013     | Qualifikation | ASPAC Cotonou          | 1:1 (A)  | 1:1 (H) / Pen: 5:4 |  |
|                               | 1. Runde      | ES Sétif               | 2:1 (H)  | 2:4 (A)            |  |
| CAF Champions League 2014     | Qualifikation | Diambars FC            | 0:1 (A)  | 1:0 (H) / Pen: 4:2 |  |
|                               | 1. Runde      | ES Sétif               | 0:5 (A)  | 0:0 (H)            |  |

- 1985: Der Verein zog seine Mannschaft nach der Auslosung zurück.